# فتح المتعال شرح تحفة الأطفال
فتح المتعال واسم الكتاب الكامل (فتح المتعال شرح تحفة الأطفال في علم التجويد)، وهو كتاب شرح في فيه المؤلف (خالد عزيز إسماعيل) متن منظومة (تحفة الأطفال) في علم التجويد للشيخ سليمان الجمزوري. عدد صفحات الكتاب (71) صفحة، بدأ بتوطئة في التعريف بعلم التجويد وبيان موضوعه وهو القرآن الكريم وبيان حكم التجويد وطريقة الأخذ به وغايته واستمداده وأهميته وواضعه. ثم شرح أركان القراءة الصحيحة وبين مراتب القراءة. ثم بدأ بشرح المنظومة. طُبع الكتاب بمطابع جامعة الموصل، مديرية دار الكتب والوثائق.(1)